# RIM-7 Sea Sparrow
RIM-7 Sea Sparrow (в переводе с англ. — «Морской воробей») — американская управляемая ракета класса «корабль-воздух» с полуактивной радиолокационной головкой самонаведения. Была разработана в начале 1960-х годов на базе ракеты класса «воздух-воздух» AIM-7 Sparrow, принята на вооружение в 1976 году. Является корабельной зенитной ракетой малой дальности, используется и для обеспечения противоракетной защиты кораблей.
Производилась корпорацией Raytheon.

## История
В середине 1960-х годов ВМФ США занялся вопросами обеспечения ближней противовоздушной обороны для кораблей малого водоизмещения. Существующие зенитно-ракетные комплексы вроде RIM-24 Tartar с балочными пусковыми установками были слишком массивны для установки на корабли размерами меньше эсминцев и, кроме того, не обладали достаточной манёвренностью ракеты, чтобы поражать ракеты, подлетевшие вплотную к кораблю.
Некоторое время ВМФ рассматривал возможность адаптации для своих целей армейского тактического ЗРК MIM-46 Mauler, но эта зенитно-ракетная система, хотя и считалась перспективной, страдала от множества технических проблем и так и не была доведена до боевого применения. В конечном итоге, армия отказалась от разработки проекта, адаптировав вместо этого УРВВ AIM-9 Sidewinder на гусеничное шасси и получив не слишком дальнобойный, но зато надёжный и унифицированный по боеприпасам с ВВС, ЗРК MIM-72 Chaparral.
По аналогичному пути решил пойти и флот. Было решено адаптировать для корабельного применения УРВВ AIM-7 Sparrow. Эта ракета с полуактивным радиолокационным наведением имела (формально) дальность действия до 32 км, и могла атаковать приближающиеся летательные аппараты на встречном курсе — в отличие от «Сайдвиндера», который имел тепловую ГСН и мог атаковать неприятельские самолеты только в хвост.
Под названием Basic point defence missile system (BPDMS), адаптация ракеты была проведена очень быстро. Пусковая установка, созданная на базе контейнерной пусковой RUR-5 ASROC, вмещала 8 ракет. Наведение их осуществлялось с помощью управляемых вручную радаров Mark 115. Принцип наведения был прост: оператор получая голосовые инструкции от поста РЛС общего обнаружения наводил радарную установку Mark-115 на визуально отслеживаемую цель и «подсвечивал» её для полуактивных ГСН ракет. Пусковая установка автоматически повторяла движения радара и поворачивалась вслед за ним в сторону противника.
Ранняя версия Sea Sparrow была далеко не идеальным оружием. Двигатель ракеты, рассчитанной на запуск с самолёта, имел большую продолжительность горения, но малую тягу на старте, из-за чего ракета разгонялась весьма медленно. Дальность её действия была ограничена всего 10 километрами.
Габариты пусковой установки ракеты в итоге оказались больше расчётных, что не позволяло устанавливать систему на корабли водоизмещением меньше фрегата. И само по себе наведение ракеты с помощью управляемого вручную радара являлось несовершенным и ненадёжным решением. Необходимость для оператора радара видеть цель визуально ограничивала применение комплекса, делая его бесполезным в условиях плохой видимости. Лишь последующие модификации позволили улучшить характеристики комплекса.

## Модификации
- RIM-7E — первая модель комплекса, принятая на вооружение в 1967 году. Вооружалась ракетой AIM-7E и имела ручное наведение радара подсветки с визуальным отслеживанием цели.
- RIM-7F — модифицированная версия с ракетой AIM-7H
- RIM-7H — модификация комплекса, предпринятая по инициативе европейских союзников США по НАТО, желавших оснастить свои лёгкие корабли компактным ЗРК. Первая модель, обозначавшаяся официально как «Sea Sparrow». Использовала ракету RIM-7H (не имевшую авиационного аналога), с раскладным крылом. Это позволяло хранить ракету в более компактных пусковых установках Mk-29, и устанавливать комплекс на более лёгкие корабли. Была усовершенствована и система наведения, РЛС подсветки целей MK-95 получила автоматическое управление и не нуждалась в операторе. Принят на вооружение в 1973 году.
- RIM-7M — модификация комплекса с новой моноимпульсной ГСН и электроникой, адаптированной к применению на кораблях с автоматизированной системой управления огнём Mark 91. Использовала ракету AIM-7M. Первая версия комплекса, адаптированная также к применению на вертикальных пусковых Mk-41 и Mk-48.
- RIM-7P — улучшенная версия комплекса под ракету AIM-7P. Имела увеличенный радиус действия, и автопилот, осуществляющий связь с бортовым компьютером по каналу передачи данных.

## Инциденты
1 октября 1992 года, две ракеты «Sea Sparrow» были случайно запущены с борта авианосца CV-60 «Саратога» по турецкому эсминцу-минному заградителю TCG Muavenet (водоизмещение 2200 тонн). Из-за ошибки оператора, неверно интерпретировавшего команды, две ракеты поразили мостик эсминца, уничтожив главный командный пост, убив пятерых турецких моряков, включая капитана корабля Кудрета Гангора и ранив 22. Ремонт турецкого эсминца был признан нецелесообразным и в 1993 году корабль был списан.

## Тактико-технические характеристики
- Масса: ~230 кг
- Длина: 3,64 метра
- Диаметр: 0,203 м
- Размах крыльев: 1,02 м
- Дальность стрельбы:
  - Минимальная — 1,5 км
  - Максимальная — 20-30 км
- Высота поражения:
  - Минимальная — 6 м
  - Максимальная — 15240 м
- Боевая часть: осколочно-фугасная WDU-27/B
  - Масса БЧ: 40,5 кг
- Двигательная установка: РДТТ Hercules MK-58
- Скорость полёта: > 3,5 М
- Пусковая установка: 8-зарядная Mk 29 Mod 1, УВП Mk 41 и Mk 48
- Система управления стрельбой: Mk 91
- Стоимость: $165 400

## Эксплуатанты

### Украина
В начале 2023 года США объявили о поставке ракет RIM-7 на Украину. Поставляемые ракеты модифицированы для возможности использования с ЗРК «Бук» советского производства.